# Simone Galli (sciatore 1963)
Simone Galli (1963) è un ex sciatore alpino italiano.

## Biografia
Agli Europei juniores di Škofja Loka 1981 Galli vinse la medaglia di bronzo nello slalom speciale; non prese parte a rassegne olimpiche né ottenne piazzamenti in Coppa del Mondo o ai Campionati mondiali.

## Palmarès

### Europei juniores
- 1 medaglia[1]:
  - 1 bronzo (slalom speciale a Škofja Loka 1981)